# Ronde van Catalonië
De Ronde van Catalonië (Volta Ciclista a Catalunya) is een Spaanse wielerwedstrijd. Het is een rondewedstrijd in de autonome regio Catalonië, die sinds 1911 jaarlijks wordt verreden. Na de Ronde van Frankrijk en de Ronde van Italië is het de oudste ronde ter wereld. De Ronde van Catalonië dient niet verward te worden met de iets kleinere Catalaanse Week, die tot en met 2005 werd verreden.

## Geschiedenis
In de beginjaren werd de koers afwisselend in verschillende maanden verreden. Van 1941-1994 en in 2002 werd de wedstrijd in september gehouden, van 1995-2001 en 2003-2004 in juni en met de invoering van de UCI ProTour in 2005 in mei. In 2010 verhuisde de Ronde van Catalonië op de wielerkalender naar de oude stek van de Catalaanse week, eind maart. Vanaf 2011 behoort hij tot de UCI World Tour.
De Spanjaard Mariano Cañardo is met zeven eindoverwinningen recordhouder, hij won de koersen van 1928, 1929, 1930, 1932, 1935, 1936 en 1939. Drie Belgen wonnen de koers. In 1958 was Richard Van Genechten de eerste, in 1968 volgde Eddy Merckx en in 1977 was Freddy Maertens de derde. De enige Nederlandse winnaar is Arie den Hartog die de koers in 1966 won.
De ronde kende een dieptepunt in 1999, toen tijdens de tweede etappe de jonge Spaanse sprinter Manuel Sanromà dodelijk verongelukte. In de tweede etappe van Tortosa naar Vilanova i la Geltrú kwam de 22-jarige coureur ten val. Hij werd ter plekke gereanimeerd, maar bezweek op weg naar het ziekenhuis aan zijn verwondingen.

## Erelijst
| Jaar                     | Winnaar                  | Tweede                    | Derde                 |
| ------------------------ | ------------------------ | ------------------------- | --------------------- |
| 1911                     | Sebastià Masdeu          | José Magdalena            | Vicente Blanco        |
| 1912                     | José Magdalena           | Joaquin Marti             | Antonio Crespo        |
| 1913                     | Juan Marti               | Antonio Crespo            | Guillermo Anton       |
| 1914–1919: niet verreden |                          |                           |                       |
| 1920                     | José Pelletier           | José Nat                  | Jaime Janer           |
| 1921–1922: niet verreden |                          |                           |                       |
| 1923                     | Maurice Ville            | José Pelletier            | José Nat              |
| 1924                     | Mucio Miquel             | Teodoro Monteys           | Victorino Otero       |
| 1925                     | Mucio Miquel             | Jaime Janer               | Teodoro Monteys       |
| 1926                     | Victor Fontan            | Mucio Miquel              | Mariano Cañardo       |
| 1927                     | Victor Fontan            | Mariano Cañardo           | Georges Cuvelier      |
| 1928                     | Mariano Cañardo          | Mucio Miquel              | Julio Borras          |
| 1929                     | Mariano Cañardo          | Jean Aerts                | Arturo Bresciani      |
| 1930                     | Mariano Cañardo          | Marcel Maurel             | Ricardo Montero       |
| 1931                     | Salvador Cardona         | Mariano Cañardo           | Aleardo Simoni        |
| 1932                     | Mariano Cañardo          | Domenico Piemontesi       | Isidre Figueras       |
| 1933                     | Alfredo Bovet            | Ambrogio Morelli          | Antoine Dignef        |
| 1934                     | Bernardo Rogora          | Alfons Deloor             | Nino Sella            |
| 1935                     | Mariano Cañardo          | Federico Ezquerra         | Jozef Huts            |
| 1936                     | Mariano Cañardo          | Frans Bonduel             | Juan Gimeno           |
| 1937–1938: niet verreden |                          |                           |                       |
| 1939                     | Mariano Cañardo          | Diego Chafer              | Fermín Trueba         |
| 1940                     | Christophe Didier        | Mathias Clemens           | Mariano Cañardo       |
| 1941                     | Antonio Andrés Sancho    | Andres Canais             | José Campama          |
| 1942                     | Federico Ezquerra        | Julián Berrendero         | Diego Chafer          |
| 1943                     | Julián Berrendero        | Vicente Miro              | Antonio Destrieux     |
| 1944                     | Miguel Casas             | Dalmacio Langarica        | Vicente Miro          |
| 1945                     | Bernardo Ruiz            | Juan Gimeno               | Robert Zimmermann     |
| 1946                     | Julián Berrendero        | Gottfried Weilenmann      | Bernardo Capo         |
| 1947                     | Emilio Rodríguez         | Miguel Gual               | Georges Aeschlimann   |
| 1948                     | Emilio Rodríguez         | Giuliano Bresci           | Ezio Cecchi           |
| 1949                     | Emile Rol                | Miguel Poblet             | Robert Desbats        |
| 1950                     | Antonio Gelabert         | José Serra                | Francisco Masip       |
| 1951                     | Primo Volpi              | Francisco Masip           | Manolo Rodriguez      |
| 1952                     | Miguel Poblet            | Adolfo Grosso             | José Serra            |
| 1953                     | Salvador Botella         | Francisco Masip           | José Serra            |
| 1954                     | Walter Serena            | Alberto Sant              | Miguel Poblet         |
| 1955                     | José Gómez Moral         | Gabriel Company           | Emilio Rodriguez      |
| 1956                     | Aniceto Utset            | Vicente Iturat            | Francisco Masip       |
| 1957                     | Jesús Loroño             | Salvador Botella          | René Marigil          |
| 1958                     | Richard Van Genechten    | Gabriel Mas               | Aniceto Utset         |
| 1959                     | Salvador Botella         | Fernando Manzaneque       | José Herrero          |
| 1960                     | Miguel Poblet            | José Pérez Francés        | Emilio Cruz           |
| 1961                     | Henri Duez               | Juan Jorge Nicolau        | Juan Manuel Menéndez  |
| 1962                     | Antonio Karmany          | Manuel Martin Pinera      | Gines Garcia          |
| 1963                     | Joseph Novales           | Angelino Soler            | Antonio Suárez        |
| 1964                     | Joseph Carrara           | Giovanni Fabbri           | José María Errandonea |
| 1965                     | Antonio Gómez Moral      | Carlos Echevarria         | Roberto Poggiali      |
| 1966                     | Arie den Hartog          | Jacques Anquetil          | Paul Gutty            |
| 1967                     | Jacques Anquetil         | Antonio Gómez Moral       | Robert Hagmann        |
| 1968                     | Eddy Merckx              | Felice Gimondi            | Giancarlo Ferretti    |
| 1969                     | Mariano Díaz             | Franco Bitossi            | Jesús Manzaneque      |
| 1970                     | Franco Bitossi           | Francisco Galdos          | Bernard Labourdette   |
| 1971                     | Luis Ocaña               | Bernard Labourdette       | Domingo Perurena      |
| 1972                     | Felice Gimondi           | José Antonio González     | Antonio Martos        |
| 1973                     | Domingo Perurena         | Jesús Manzaneque          | Antonio Martos        |
| 1974                     | Bernard Thévenet         | Andrés Oliva              | Domingo Perurena      |
| 1975                     | Fausto Bertoglio         | Michel Laurent            | José Freitas Martins  |
| 1976                     | Enrique Martínez         | Ronald De Witte           | Agustín Tamames       |
| 1977                     | Freddy Maertens          | Johan De Muynck           | Joop Zoetemelk        |
| 1978                     | Francesco Moser          | Francisco Galdos          | Pedro Torres          |
| 1979                     | Vicente Belda            | Pedro Vilardebo           | Christian Jourdan     |
| 1980                     | Marino Lejarreta         | Johan van der Velde       | Vicente Belda         |
| 1981                     | Faustino Rupérez         | Serge Demierre            | Marino Lejarreta      |
| 1982                     | Alberto Fernández        | Pedro Muñoz               | Julián Gorospe        |
| 1983                     | José Recio               | Faustino Rupérez          | Julius Thalmann       |
| 1984                     | Sean Kelly               | Pedro Muñoz               | Ángel Arroyo          |
| 1985                     | Robert Millar            | Sean Kelly                | Julián Gorospe        |
| 1986                     | Sean Kelly               | Álvaro Pino               | Charly Mottet         |
| 1987                     | Álvaro Pino              | Ángel Arroyo              | Ignacio Gaston        |
| 1988                     | Miguel Indurain          | Laudelino Cubino          | Marino Lejarreta      |
| 1989                     | Marino Lejarreta         | Pedro Delgado             | Álvaro Pino           |
| 1990                     | Laudelino Cubino         | Marino Lejarreta          | Pedro Delgado         |
| 1991                     | Miguel Indurain          | Pedro Delgado             | Alex Zülle            |
| 1992                     | Miguel Indurain          | Tony Rominger             | Antonio Martín        |
| 1993                     | Álvaro Mejía             | Maurizio Fondriest        | Antonio Martín        |
| 1994                     | Claudio Chiappucci       | Fernando Escartín         | Pedro Delgado         |
| 1995                     | Laurent Jalabert         | Melchor Mauri             | Jesús Montoya         |
| 1996                     | Alex Zülle               | Patrick Jonker            | Marco Fincato         |
| 1997                     | Fernando Escartín        | Ángel Casero              | Mikel Zarrabeitia     |
| 1998                     | Hernán Buenahora         | Georg Totschnig           | Fernando Escartín     |
| 1999                     | Manuel Beltrán           | Roberto Heras             | José María Jiménez    |
| 2000                     | José María Jiménez       | Óscar Sevilla             | Leonardo Piepoli      |
| 2001                     | Joseba Beloki            | Igor González de Galdeano | Fernando Escartín     |
| 2002                     | Roberto Heras            | Aitor Garmendia           | Luis Pérez Rodríguez  |
| 2003                     | José Antonio Pecharroman | Roberto Heras             | Koldo Gil             |
| 2004                     | Miguel Ángel Martín      | Vladimir Karpets          | Roberto Laiseka       |
| 2005                     | Jaroslav Popovytsj       | Leonardo Piepoli          | David Moncoutié       |
| 2006                     | David Cañada             | Santiago Botero           | Christophe Moreau     |
| 2007                     | Vladimir Karpets         | Michael Rogers            | Denis Mensjov         |
| 2008                     | Gustavo César Veloso     | Rigoberto Urán            | Rémi Pauriol          |
| 2009                     | Alejandro Valverde       | Daniel Martin             | Haimar Zubeldia       |
| 2010                     | Joaquim Rodríguez        | Xavier Tondó              | Rein Taaramäe         |
| 2011                     | Alberto Contador         | Michele Scarponi          | Daniel Martin         |
| 2012                     | Michael Albasini         | Samuel Sánchez            | Jurgen Van den Broeck |
| 2013                     | Daniel Martin            | Joaquim Rodríguez         | Michele Scarponi      |
| 2014                     | Joaquim Rodríguez        | Alberto Contador          | Tejay van Garderen    |
| 2015                     | Richie Porte             | Alejandro Valverde        | Domenico Pozzovivo    |
| 2016                     | Nairo Quintana           | Alberto Contador          | Daniel Martin         |
| 2017                     | Alejandro Valverde       | Alberto Contador          | Marc Soler            |
| 2018                     | Alejandro Valverde       | Nairo Quintana            | Pierre Latour         |
| 2019                     | Miguel Ángel López       | Adam Yates                | Egan Bernal           |
| 2020: niet verreden      |                          |                           |                       |
| 2021                     | Adam Yates               | Richie Porte              | Geraint Thomas        |
| 2022                     | Sergio Higuita           | Richard Carapaz           | João Almeida          |
| 2023                     | Primož Roglič            | Remco Evenepoel           | João Almeida          |
| 2024                     | Tadej Pogačar            | Mikel Landa               | Egan Bernal           |
| 2025                     | Primož Roglič            | Juan Ayuso                | Enric Mas             |

## Statistieken

### Meervoudige winnaars
| Zeges | Renner             | Land      | Jaren                                    |
| ----- | ------------------ | --------- | ---------------------------------------- |
| 007   | Mariano Cañardo    | Spanje    | 1928, 1929, 1930, 1932, 1935, 1936, 1939 |
| 003   | Miguel Indurain    | Spanje    | 1988, 1991, 1992                         |
| 003   | Alejandro Valverde | Spanje    | 2009, 2017, 2018                         |
| 002   | Miguel Mucio       | Spanje    | 1924, 1925                               |
| 002   | Victor Fontan      | Frankrijk | 1926, 1927                               |
| 002   | Emilio Rodríguez   | Spanje    | 1947, 1948                               |
| 002   | Salvador Botella   | Spanje    | 1953, 1959                               |
| 002   | Miguel Poblet      | Spanje    | 1952, 1960                               |
| 002   | Sean Kelly         | Ierland   | 1984, 1986                               |
| 002   | Marino Lejarreta   | Spanje    | 1980, 1989                               |
| 002   | Joaquim Rodríguez  | Spanje    | 2010, 2014                               |
| 002   | Primož Roglič      | Slovenië  | 2023, 2025                               |

### Overwinningen per land
| Zeges | Land                                               |
| ----- | -------------------------------------------------- |
| 060   | Spanje                                             |
| 011   | Frankrijk                                          |
| 010   | Italië                                             |
| 005   | Colombia                                           |
| 003   | België, Ierland, Slovenië                          |
| 002   | Verenigd Koninkrijk, Zwitserland                   |
| 001   | Australië, Luxemburg, Nederland, Oekraïne, Rusland |

## Vrouwen

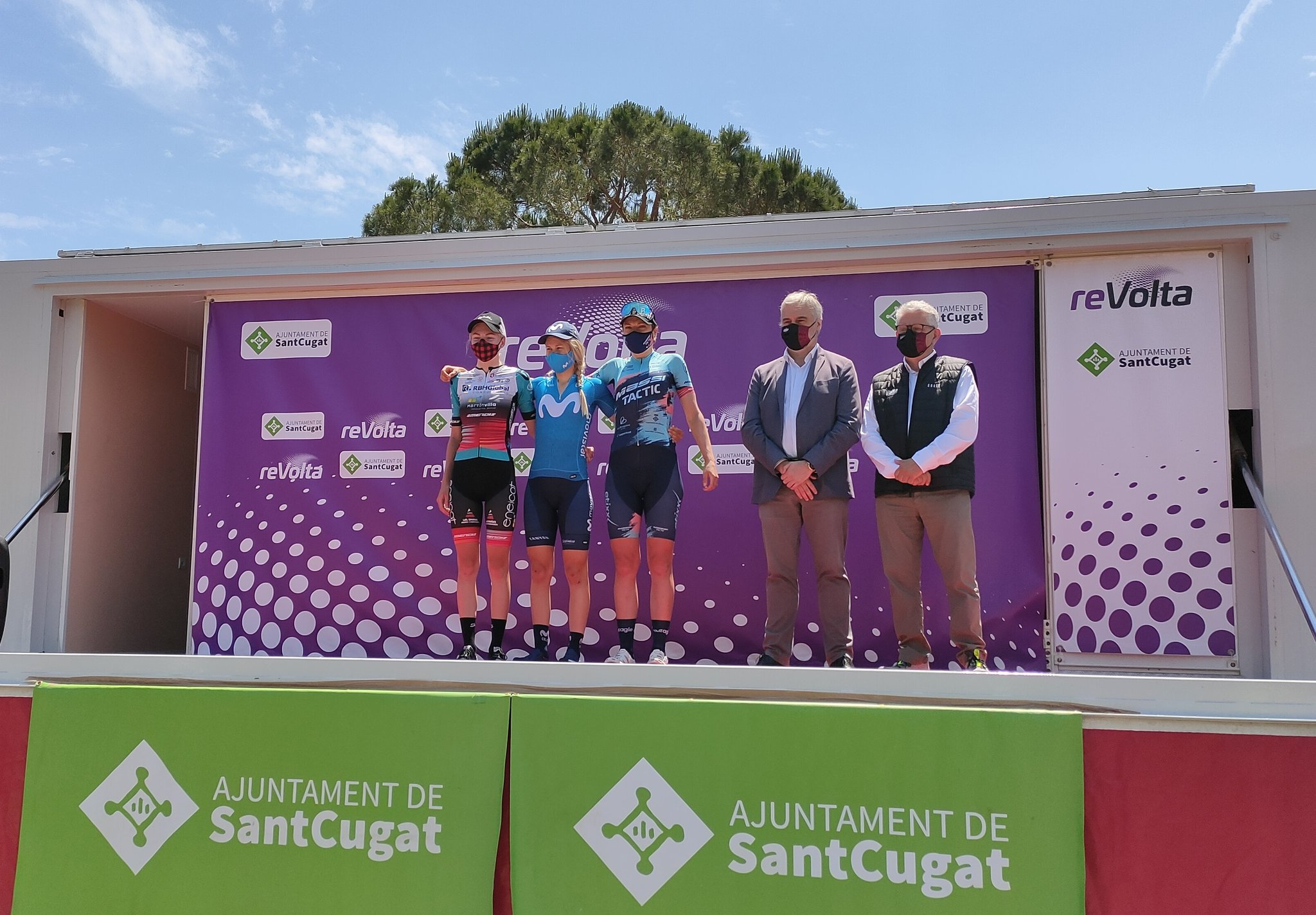
Het podium van de ReVolta in 2021.

In 2018 startte de organisatie met een eendaagse wedstrijd voor vrouwen onder de noemer ReVolta. In 2018 werd deze op de laatste dag van de ronde voor mannen verreden. In 2019 en 2020 werd deze niet verreden, in 2021 op 30 mei, in 2022 op 29 mei en in 2023 op 29 april. In 2024 vond van 7 tot 9 juni de eerste editie van de Ronde van Catalonië voor vrouwen plaats.

### Erelijst
| Jaar                     | Winnaar          | Tweede           | Derde           |
| ------------------------ | ---------------- | ---------------- | --------------- |
| 2018                     | Lauren Stephens  | Lorena Llamas    | Sofia Rodríguez |
| 2019-2020: niet verreden |                  |                  |                 |
| 2021                     | Katrine Aalerud  | Vita Heine       | Anna Baidak     |
| 2022                     | Clara Koppenburg | Mireia Benito    | Aurela Nerlo    |
| 2023                     | Claire Steels    | Clara Koppenburg | Josie Talbot    |
| Meerdaagse wedstrijd     |                  |                  |                 |
| 2024                     | Marianne Vos     | Riejanne Markus  | Katrine Aalerud |
| 2025                     | Demi Vollering   | Elise Chabbey    | Marion Bunel    |

### Overwinningen per land
| Zeges | Land                                                        |
| ----- | ----------------------------------------------------------- |
| 02    | Nederland                                                   |
| 01    | Duitsland, Noorwegen, Verenigd Koninkrijk, Verenigde Staten |

2011 · 2012 · 2013 · 2014 · 2015 · 2016 · 2017 · 2018 · 2019 · 2020 · 2021 · 2022 · 2023 · 2024 · 2025
Tour Down Under · Great Ocean Road Race · Ronde van de Verenigde Arabische Emiraten · Omloop Het Nieuwsblad · Strade Bianche · Parijs-Nice · Tirreno-Adriatico · Milaan-San Remo · Ronde van Catalonië · Classic Brugge-De Panne · E3 Harelbeke · Gent-Wevelgem · Dwars door Vlaanderen · Ronde van Vlaanderen · Ronde van het Baskenland · Parijs-Roubaix · Amstel Gold Race · Waalse Pijl · Luik-Bastenaken-Luik · Ronde van Romandië · Eschborn-Frankfurt · Ronde van Italië · Ronde van Auvergne-Rhône-Alpes · Ronde van Zwitserland · Copenhagen Sprint · Ronde van Frankrijk · Clásica San Sebastián · Ronde van Polen · Cyclassics Hamburg · Renewi Tour · Ronde van Spanje · Bretagne Classic · GP van Québec · GP van Montréal · Ronde van Lombardije · Ronde van Guangxi
1911 · 1912 · 1913 · 1914-1919 · 1920 · 1921-1922 · 1923 · 1924 · 1925 · 1926 · 1927 · 1928 · 1929 · 1930 · 1931 · 1932 · 1933 · 1934 · 1935 · 1936 · 1937 · 1938 · 1939 · 1940 · 1941 · 1942 · 1943 · 1944 · 1945 · 1946 · 1947 · 1948 · 1949 · 1950 · 1951 · 1952 · 1953 · 1954 · 1955 · 1956 · 1957 · 1958 · 1959 · 1960 · 1961 · 1962 · 1963 · 1964 · 1965 · 1966 · 1967 · 1968 · 1969 · 1970 · 1971 · 1972 · 1973 · 1974 · 1975 · 1976 · 1977 · 1978 · 1979 · 1980 · 1981 · 1982 · 1983 · 1984 · 1985 · 1986 · 1987 · 1988 · 1989 · 1990 · 1991 · 1992 · 1993 · 1994 · 1995 · 1996 · 1997 · 1998 · 1999 · 2000 · 2001 · 2002 · 2003 · 2004 · 2005 · 2006 · 2007 · 2008 · 2009 · 2010 · 2011 · 2012 · 2013 · 2014 · 2015 · 2016 · 2017 · 2018 · 2019 · 2020 · 2021 · 2022 · 2023 · 2024 · 2025